# 孟州 (古代)
孟州（もうしゅう）は、中国にかつて存在した州。唐代から明初にかけて、現在の河南省焦作市南部および滎陽市にまたがる地域に設置された。

## 概要
843年（会昌3年）、唐により河陽三城使の管轄下にあった河陽5県をもって孟州が設置された。孟州は河南道に属し、河陽・済源・温・汜水・河陰の5県を管轄した。
北宋のとき、孟州は京西北路に属し、河陽・済源・王屋・温・汜水・河陰の6県を管轄した。
金のとき、孟州は河東南路に属し、河陽・済源・王屋・温の4県と縠羅・沇河の2鎮を管轄した。
元のとき、孟州は懐慶路に属し、河陽・済源・温の3県を管轄した。
1377年（洪武10年）、明により孟州は廃止され、孟県と改められた。孟・済源・温の3県は懐慶府に移管された。